# Гвоздёвка (Омская область)
Гвоздёвка — село в Москаленском районе Омской области России. Административный центр Гвоздёвского сельского поселения.

## География
Село расположено в лесостепи в пределах Ишимской равнины, относящейся к Западно-Сибирской равнине. В 6 км к западу от села расположено озеро Эбейты. К востоку и югу от села — полезащитные лесные полосы. Распространены лугово-чернозёмные солонцеватые и солончаковые почвы и солонцы, ближе к озеру Эбейты — солончаки типичные. Высота центра населённого пункта — 75 метров над уровнем моря.
По автомобильным дорогам расстояние до районного центра посёлка Москаленки — 45 км, до областного центра города Омск — 130 км.
Климат
Климат умеренный континентальный (согласно классификации климатов Кёппена-Гейгера — тип Dfb). Среднегодовая температура положительная и составляет +1,7 °С, средняя температура самого холодного месяца января −17,1 °C, самого жаркого месяца июля +20,0 °С. Многолетняя норма осадков — 364 мм, наибольшее количество осадков выпадает в июле — 62 мм, наименьшее в марте — 12 мм

## История
Основано в 1912 году купцом Гвоздёвым. Первые переселенцы прибыли из Европейской России. В 1922 году в Гвоздёвке была открыта начальная школа (с 1954 года — семилетняя). В 1928 году образован колхоз «Двенадцатая годовщина Октября» (с 1950 года — колхоз имени Ленина). С 1957 года — отделение № 2 совхоза «Селивановский». В 1963 году на основании распоряжения Совета Министров РСФСР создан откормочный совхоз «Озерный», вошедший в состав Щербакульского производственного управления, с центральной усадьбой в селе Гвоздёвка. В том же году школа стала восьмилетней. С 1984 года — средняя школа
В 1980 году открыт новый дом культуры. В 1986 году сдан в эксплуатацию детский сад.

## Население
| 1926 | 2010 | 2011 | 2012 | 2013 | 2014 | 2015 |
| ---- | ---- | ---- | ---- | ---- | ---- | ---- |
| 774  | ↘716 | ↘715 | ↘704 | ↘679 | ↘648 | ↗650 |
| 2016 | 2017 | 2018 | 2019 | 2020 | 2021 | 2023 |
| ↘647 | ↘632 | ↘625 | ↗630 | ↘609 | ↗698 | ↘675 |